# Kristrún Frostadóttir
Kristrún Mjöll Frostadóttir (Reiquiavique, 12 de maio de 1988) é uma política islandesa e economista, atualmente é a Primeira-ministra da Islândia. Foi eleita em 21 de dezembro de 2024, tornando-se a pessoa mais jovem a ocupar essa posição na história do país.

## Trajetória Profissional
Antes de entrar na política, Kristrún trabalhou no jornal de negócios Viðskiptablaðið, atuou no departamento de análise do Arion Bank e posteriormente no Morgan Stanley. Em 2017, tornou-se economista-chefe da Câmara de Comércio da Islândia e em 2018 assumiu o mesmo cargo no banco Kvika.

## Carreira Política
Kristrún entrou para a política em 2021, quando foi eleita para Althing (parlamento islandês) representando a Aliança Social Democrata pelo distrito de Reiquiavique Sul. Em outubro de 2022 tornou-se líder do partido. Sob sua liderança a Aliança Social Democrata obteve 20,8% dos votos nas eleições parlamentares de 2024, conquistando 15 assentos no parlamento islandês. Ela formou uma coalizão com os partidos Viðreisn (Reforma Liberal) e Flokkur fólksins (Partido do Povo), resultando em sua nomeação como Primeira-Ministra.

## Vida Pessoal
Kristrún é casada com Einar Bergur Ingvarsson, e o casal tem duas filhas nascidas em 2019 e 2023. 